# 罗斯·格雷戈里·多塞特
罗斯·格雷戈里·多塞特（英語：Ross Gregory Douthat，/ˈdaʊθət/，1979年11月28日—）是一位美国政治分析家、博主和作家，《大西洋》杂志的编辑，主要作品有《特权：哈佛与统治阶层的教育》（Privilege: Harvard and the Education of the Ruling Class）等。